# Jean E. Howard
Jean Elizabeth Howard (* 20. Oktober 1948 in Houlton, Maine) ist eine amerikanische Anglistin und Shakespeare-Gelehrte.

## Leben und Werk
Howard erwarb 1970 an der Brown University einen BA und schloss 1972 an der Universität London ein Masterstudium ab. An der Yale University erwarb sie 1975 ihren PhD. Ab 1975 unterrichtete sie an der Syracuse University. Sie erhielt unter anderem Guggenheim-, Folger und Huntington-Fellowships. Im Jahre 2010 hielt sie an der Columbia University die Schoff Memorial Lectures zu dem Thema Staging History: Imagining the Nation. Sie ist derzeit dort tätig, als George Delacorte Professor. Ihre Forschungsinteressen beziehen sich in der Hauptsache auf Shakespeare, frühneuzeitliche Poesie und Dramen, sowie feministische und marxistische Theorie. Sie hat außerdem Studien zu Shakespeare, Pope, Ford, Heywood, Dekker, Marston und Jonson veröffentlicht. Von 1996 bis 1999 war sie Direktorin des Institute for Research on Women and Gender an der Columbia University. In den Jahren 1999–2000 war sie Präsidentin der Shakespeare Association of America. In der Zeit von 2004 bis 2007 war sie Vice Provost für Diversity Initiatives (Gleichstellungsfragen) an der Columbia-Universität und von 2008 bis 2011 Leiterin der Abteilung für Englische Sprache und vergleichende Literaturwissenschaft. Derzeit vertritt sie die emeritierten Professoren der Brown University und leitet die Gleichberechtigungsstelle der Brown University. Sie ist außerdem beratend tätig am Pembroke Center und eine der Senatoren von Phi Beta Kappa.

## Ausgewählte Werke
Bücher
- Shakespeare's Art of Orchestration.  (1984)
- Shakespeare Reproduced: The Text in History and Ideology.  – zusammen mit Marion O’Connor. (1987)
- The Stage and Struggle in Early Modern England.  (1994)
- Engendering a Nation: A Feminist Account of Shakespeare's English Histories.  – zusammen mit Phyllis Rackin. (1997)
- Marxist Shakespeares.  – zusammen mit Scott Shershow. (2000)
- Theater of a City: The Places of London Comedy 1598-1642.  (University of Pennsylvania Press, 2007)
- Shakespeare and Marx – zusammen mit Crystal Bartolovich. (Continuum Press 2012)
- Staging History.  (2014)

Herausgeberische Tätigkeit
- The Norton Shakespeare.  Mitherausgeberschaft (2nd Ed. 2007)
- Bedford Contextual Editions of Shakespeare.  (Hauptherausgeberin)